# Eucalyptus sideroxylon

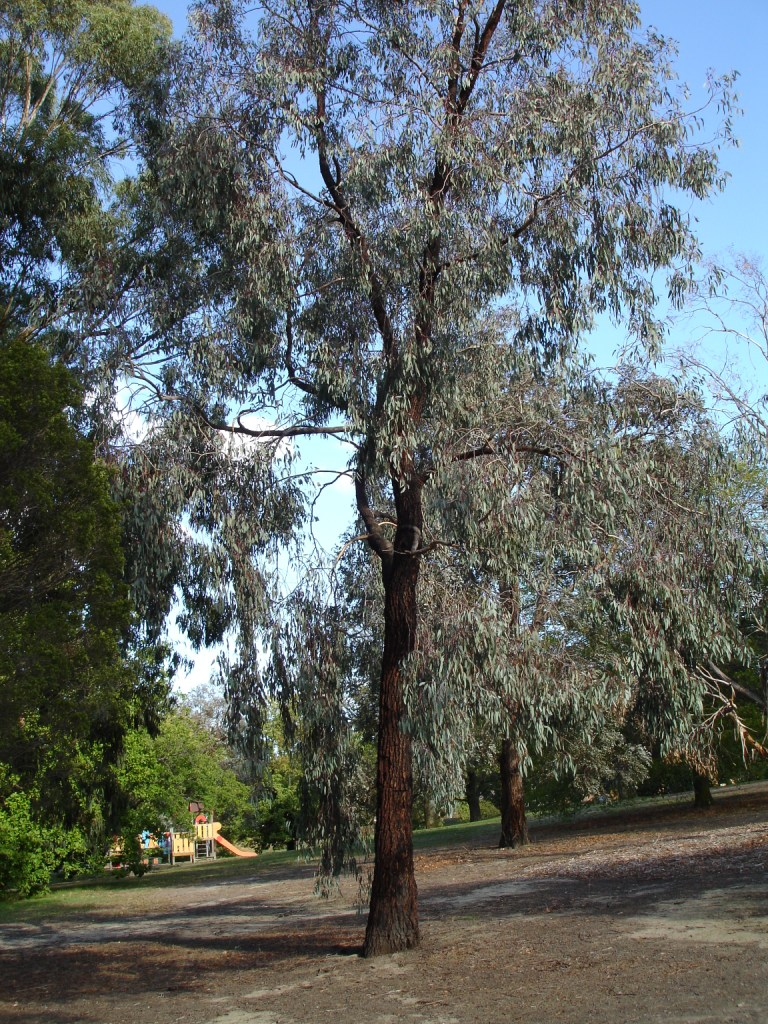
E. sideroxylon.

Eucalyptus sideroxylon A.Cunn. ex Woolls, mugga o corteza de hierro roja ("red ironbark"), es una especie de eucalipto perteneciente a la familia de las mirtáceas.

## Descripción
Es un árbol de talla mediana ocasionalmente grande. La corteza es persistente en el tronco y las ramas grandes, dura y profundamente surcada, gris oscura a negra, con las ramas superiores lisos y blancuzcos.
Las hojas adultas son pedunculadas, lanceoladas de 14 x 1,8 cm, sub-glaucas o verde opaco. Las flores son blancas, rosas, rojas, o amarillo pálidas y aparecen desde el principio de otoño hasta mediados de la primavera.

## Distribución y hábitat
Su distribución es amplia pero esporádica: el sudeste de Queensland, en las laderas occidentales y planicies de Nueva Gales del Sur y al sur del centro-norte de Victoria. 

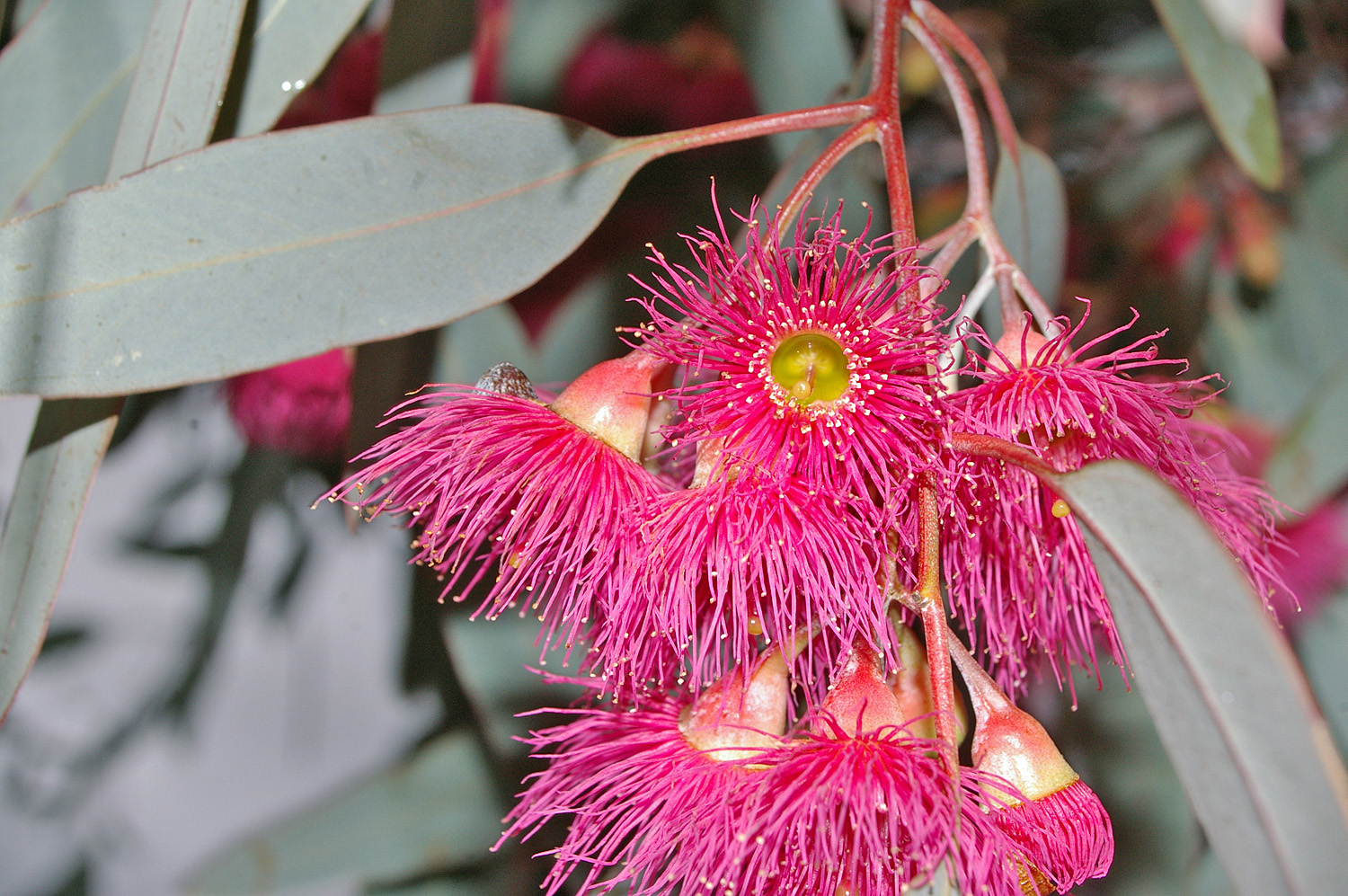
Flores.

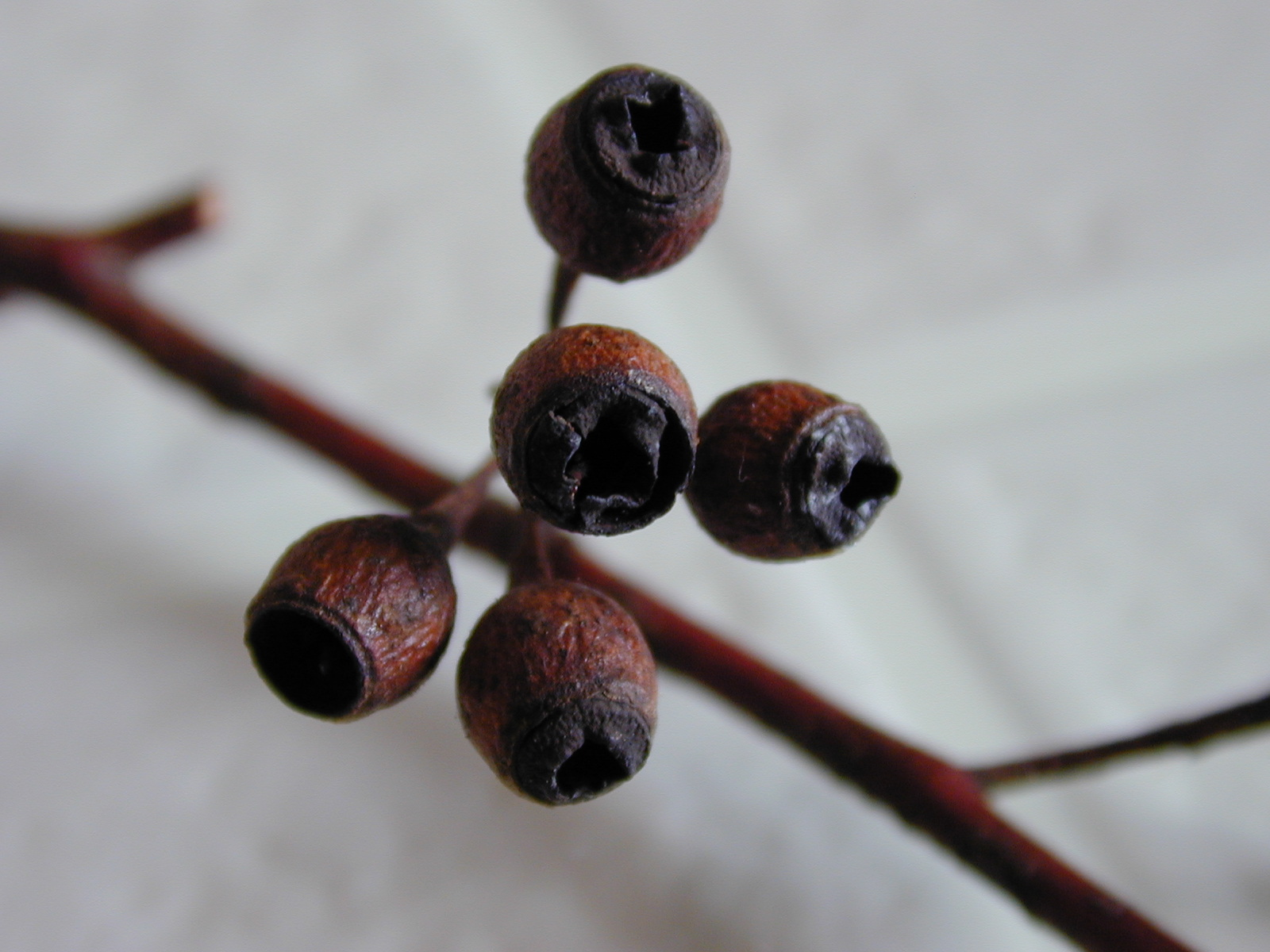
Frutos.

E. sideroxylon es muy conspicuo con su inusual corteza. Es un árbol muy popular como ornamental y de calle, plantado en las avenidas le da un aspecto muy exótico a las calles. En la naturaleza los muggas crecen sorprendentemente en suelos pobres, frecuentemente un poco más grandes que en la grava arenosa.
Una antigua subespecie, Eucalyptus sideroxylon subsp. tricarpa L.A.S.Johnson es actualmente considerada como una especie en su propio derecho - Eucalyptus tricarpa (L.A.S.Johnson) L.A.S.Johnson & K.D.Hill.

## Usos
La madera es relativamente dura y densa, y es frecuentemente usada para leña. Tiene una alta resistencia a la pudrición y puede ser usada para postes de cercas, muelles, durmientes. El duramen es rojo oscuro y la albura amarillo pálido. Su grano es muy denso, duro y fino, difícil de cortar, pero se puede pulir hasta darle un brillo muy atractivo. Ha sido usada en mueblería, objetos torneados, embarcaciones, bancas y sillas. Fue muy popular su uso en mueblería artesanal durante los 1990s y principios de los 2000s. Con aproximadamente 1130 kg/m³ es una de las pocas maderas que no flotan.
Las hojas son usadas en la producción de eucaliptol.

## Cultivo
Como todos los eucaliptos, los muggas son difíciles de cultivar desde estacas necesitándose técnicas especiales. Son fáciles de reproducir por semillas. Son muy resistentes, necesitando menos de 400mm al año para sobrevivir, aun así pueden crecer en climas con más de 1000mm/año.

## Taxonomía
Eucalyptus sideroxylon fue descrita por A.Cunn. ex Woolls y publicado en Proceedings of the Linnean Society of New South Wales, ser. 2 1(3): 859–860. 1886.
Etimología
Eucalyptus: nombre genérico que proviene del griego antiguo: eû = "bien, justamente" y kalyptós = "cubierto, que recubre". En Eucalyptus L'Hér., los pétalos, soldados entre sí y a veces también con los sépalos, forman parte del opérculo, perfectamente ajustado al hipanto, que se desprende a la hora de la floración.
sideroxylon: epíteto que deriva de las palabras del griego antiguo: sidero = "hierro" y xylon = "madera".
Sinonimia
- Eucalyptus leucoxylon var. minor Benth., Fl. Austral. 3: 210 (1867).
- Eucalyptus sideroxylon var. rosea Rehder in L.H.Bailey, Cycl. Amer. Hort. 2: 552 (1900).
- Eucalyptus sideroxylon var. minor (Benth.) Maiden, Crit. Revis. Eucalyptus 2: 84 (1910).[4]